# Ceregumil

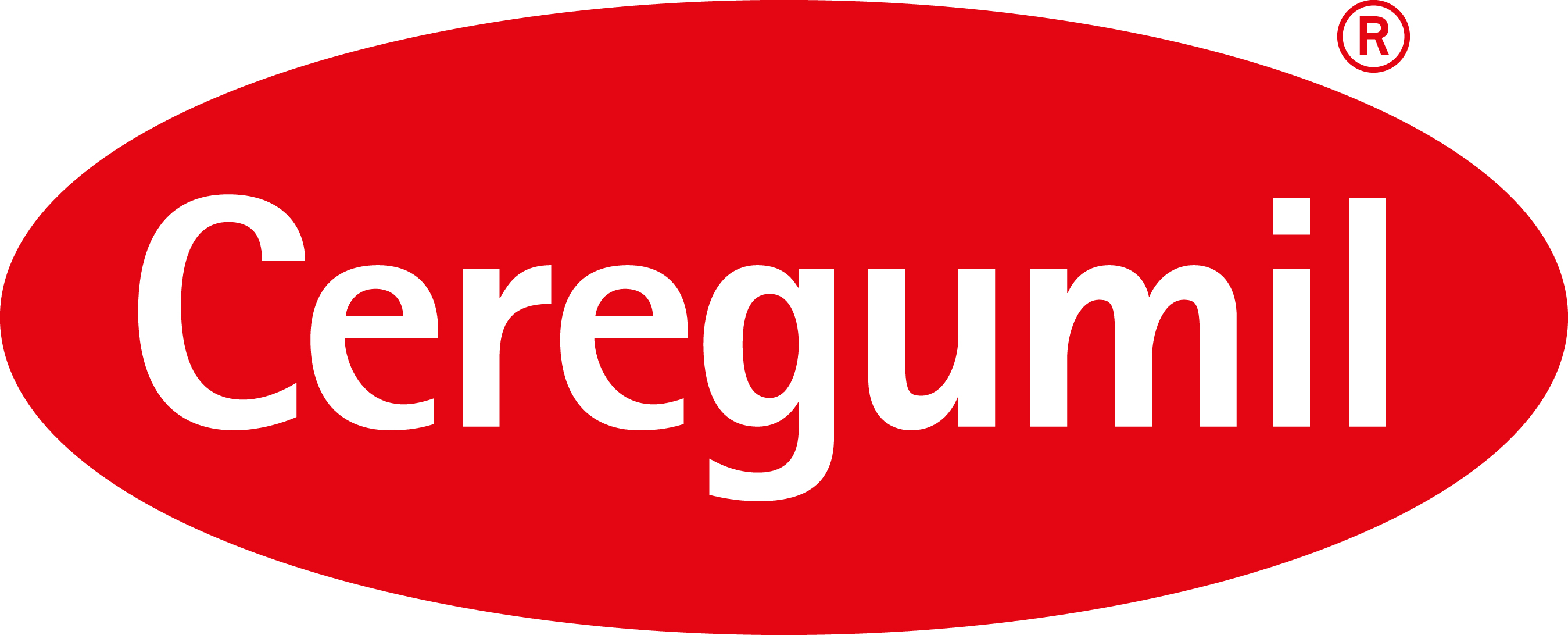
Logo Ceregumil.

Ceregumil est un complément alimentaire à base de céréales et légumes. C'est un produit de longue tradition dans le marché hispanique et de consommation traditionnelle dans beaucoup de familles espagnoles.

## Histoire

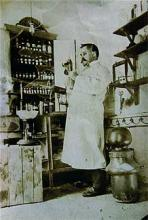
Bernabé Fernandez.

### Les origines
L’histoire du sirop Ceregumil commence en 1878 à Grenade avec la naissance de son fondateur Bernabé Fernandez Sanchez. C’est dans sa ville d’origine qu’il devient pharmacien et où il commence à travailler dans les caves Jimenez et Lamothe de Malaga. Sur les conseils de son père, il déménage à Montilla (Cordoba) où il épouse Blanca Canivell Pascual, d’origine catalane, de la famille de Francisco Canivell, chirurgien royal de l’Armée et médecin du peintre Francisco de Goya. Il commence alors à gérer une pharmacie du nom de Moderna située au 49 de la rue Corredera.
L’origine de Ceregumil se situe en 1907 avec les problèmes gastriques et la conséquente malnutrition de son fils Bernabé Fernandez-Canivell Sanchez âgé de deux ans. Motivé par la maladie de son fils, Bernabé Fernandez-Sanchez réalise une formule à base d’extraits de blé, d'orge, de maïs, d'avoine, de haricots, de lentilles, de miel, de sucre de canne et d’eau. Son fils Bernabé Fernandez-Canivell Sanchez sera un intellectuel de grande influence sur divers artistes, et le précurseur du magazine littéraire La Caracola.

### Le sirop comme produit de consommation
Le succès du produit est tel que Bernabé enregistre le produit et la marque en 1912 et cherche une ville près de la mer avec un port maritime pour fabriquer et distribuer Ceregumil partout dans le monde. Malaga est la ville choisie, il y ouvre son usine en 1921. La demande du produit est si importante que Bernabé est obligé de créer une entreprise avec ses beaux-frères Francisco et Arturo Canivell, pour affronter le futur. Toujours à Montilla, les premiers postes de travail sont occupés par des femmes qui sont chargées de l’élaboration du composé et son emballage.
Ceregumil commence à recevoir des honneurs comme la médaille d’or de l’Exposition de Palma de Mallorque. D’autres honneurs viennent lors de l’exposition et[pas clair] Feria de Malaga (1924), au moment de l’exposition ibéro-américaine de Séville en 1929, lors de l’exposition internationale du Pérou en 1949, etc. Plus tard, Bernabé sera élu comme membre d’honneur de la Caméra de Commerce de Buenos Aires en 1959 et du Venezuela en 1973.

### Pionniers en publicité
Les beaux-frères Canivell investissent leur capital en publicité à partir de concours de panneaux auxquels participent des artistes publicitaires de premier rang tel que Bartolozzi.
Les années 1960 et 1970 apportent la diffusion du produit avec l’utilisation de la radio. Dans les années 1980, la société commence à réaliser ses premières apparition publicitaires à la télévision.

## Les nouveaux temps
En 1972, Ceregumil inaugure ses nouvelles installations dans une nouvelle zone industrielle de Malaga. Le défi de cette nouvelle usine est d’assurer la production de Ceregumil pour le marché sud-américain. Avec le XXIe siècle, de nouveaux défis se présentent avec l’extension de la gamme de produits, c’est ainsi que la troisième usine de la marque est inaugurée au Park Technologique de Malaga en 2009.
À partir de ses nouvelles installations, Ceregumil commence à développer une nouvelle gamme de produits sous la même marque en ciblant les compléments alimentaires à la base de phosphore, gelée royale, oméga[Lequel ?], ginseng et soja.

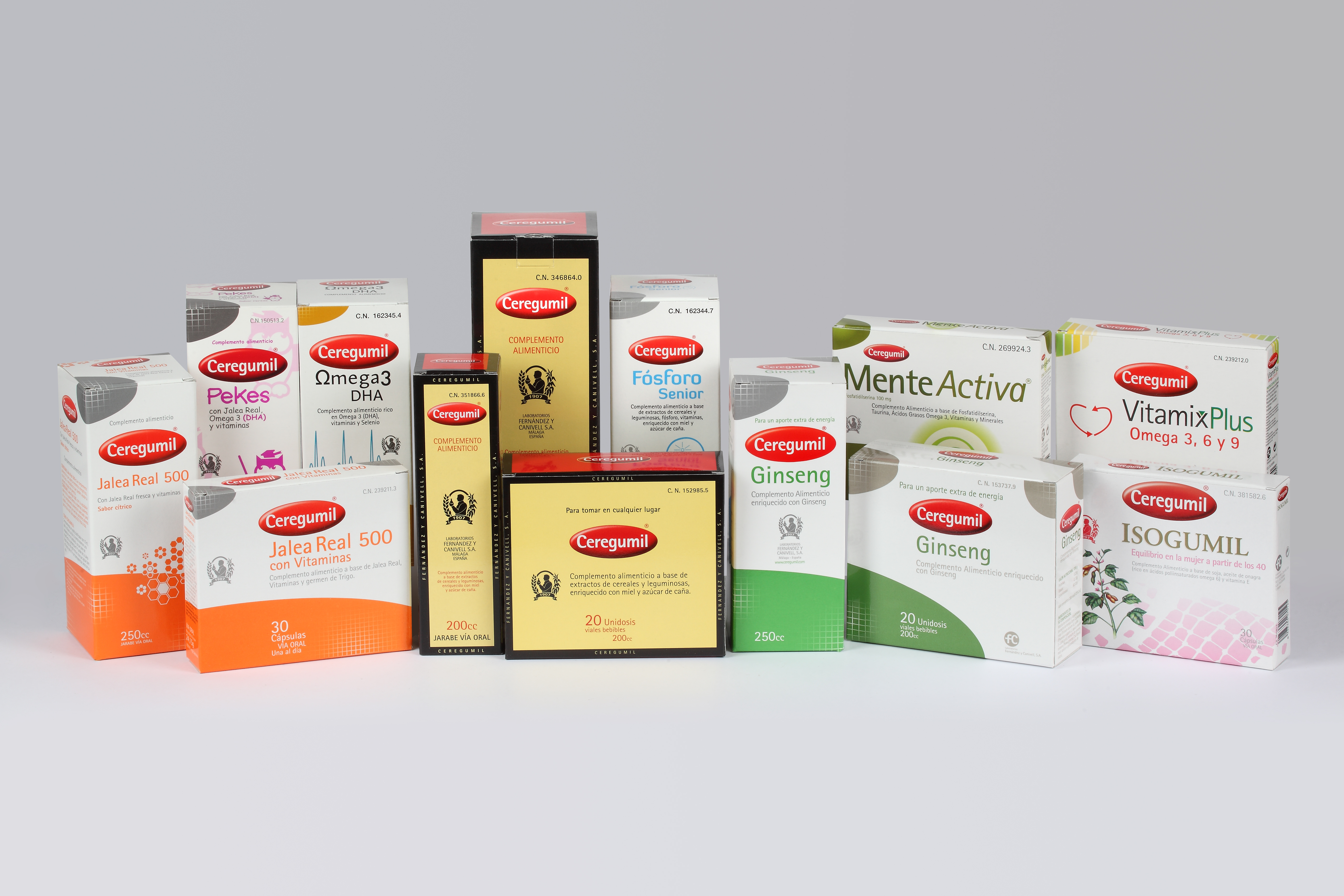
Gamme de produits Ceregumil.